# Waterloo (cançó)
«Waterloo» és el primer senzill del segon àlbum homònim del grup pop suec ABBA, i el seu primer sota els segells Epic i Atlantic. Aquest també va ser el primer senzill que es va acreditar al grup que actua sota el nom d'ABBA. El títol i la lletra fan referència a la batalla de Waterloo de 1815 i l'utilitzen com a metàfora d'una relació romàntica. La versió sueca del senzill va ser recolzada amb la versió sueca de "Honey, Honey", mentre que la versió anglesa presentava "Watch Out" a la cara B.
"Waterloo" va guanyar el Festival de la Cançó d'Eurovisió 1974 per a Suècia, començant el camí d'ABBA cap a la fama mundial. Va encapçalar les llistes a diversos països i va arribar al top 10 dels Estats Units.
En la celebració del 50è aniversari del Festival de la Cançó d'Eurovisió l'any 2005, va ser escollida com la millor cançó de la història del concurs. Va rebre el mateix honor en una votació oberta de 14 països abans del Festival de la Cançó d'Eurovisió 2021, situant-se en primer lloc per sobre de les cançons guanyadores de Suècia el 2012 i el 2015, "Euphoria" de Loreen i "Heroes" de Måns Zelmerlöw, respectivament.

## Escriptura, gravació i significat
"Waterloo" va ser escrita específicament per participar al Festival de la Cançó d'Eurovisió de 1974, després que el grup acabés tercer amb "Ring Ring" l'any anterior al concurs de preselecció suec, Melodifestivalen 1973.
El títol original de la cançó era "Honey Pie". "Waterloo" va ser escrit originalment amb música rock simultània i ritmes de jazz (inusual per a una cançó d'ABBA).
La gravació de la cançó va començar el 17 de desembre de 1973, amb el suport instrumental de Janne Schaffer (que va crear les parts principals de guitarra i baix), Rutger Gunnarsson i Ola Brunkert. L'estil de producció de la cançó va estar influenciat per "Wall of Sound" de Phil Spector: abans de gravar "Ring Ring", l'enginyer Michael B. Tretow havia llegit el llibre de Richard Williams Out of His Head: The Sound of Phil Spector, que el va inspirar a superposar múltiples gravacions instrumentals als enregistraments de la banda, convertint-se en una part integral del so d'ABBA. Posteriorment, les versions alemanya i francesa es van gravar el març i l'abril de 1974 respectivament: la versió francesa va ser adaptada per Alain Boublil, que més tard coescriuria el musical de 1980 Les Misérables.
La lletra de la cançó és metafòrica i tracta d'una dona que "es rendeix" a un home i promet estimar-lo, comparant-ho amb la derrota de Napoleó a la batalla de Waterloo el 1815.

## A Eurovisió

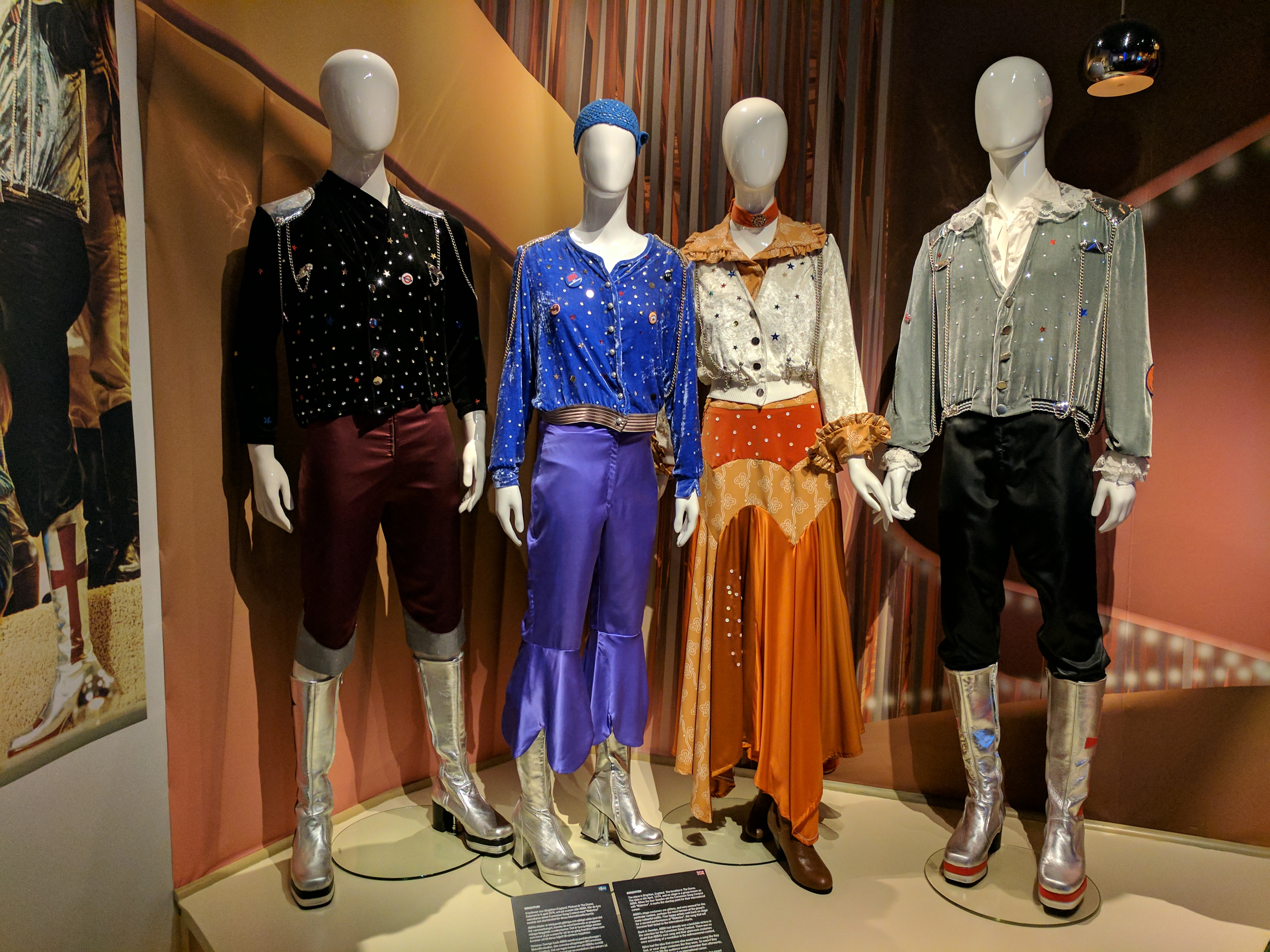
Els vestits originals de "Waterloo" d'ABBA a ABBA The Museum.

La banda va considerar enviar una altra cançó a Eurovisió, "Hasta Mañana", però es va decidir per "Waterloo" ja que donava el mateix pes a les dues vocalistes principals Agnetha Fältskog i Anni-Frid Lyngstad, mentre que "Hasta Mañana" només era cantada per Fältskog.
ABBA va interpretar la cançó al Melodifestivalen 1974 al febrer, cantant-la en suec. La cançó va guanyar i, per tant, va avançar a Eurovisió.
La cançó es diferenciava de la tradició estàndard de la "balada dramàtica" del Festival d'Eurovisió pel seu sabor i ritme, així com per la seva interpretació. ABBA va oferir al públic una cosa que poques vegades s'havia vist abans a Eurovisió: vestits cridaners (incloses botes de plataformes), a més d'una cançó enganxosa i fins i tot una coreografia senzilla. El grup també va trencar la convenció en ser el primer treball guanyador en una llengua diferent a la del seu país d'origen; abans de 1973, tots els cantants d'Eurovisió havien de cantar en la llengua materna del seu país, una restricció que es va aixecar breument per als concursos entre 1973 i 1976 (permetent així que "Waterloo" es cantés en anglès), i després es va restablir abans de ser eliminada novament el 1999. En comparació amb els llançaments posteriors d'ABBA, els accents suecs dels cantants són decididament més pronunciats a "Waterloo".
La cançó va obtenir 24 punts per guanyar la final del Festival de la Cançó d'Eurovisió 1974 el 6 d'abril, superant per sis punts la subcampiona "Sì" de Gigliola Cinquetti representant d'Itàlia.

## Acollida

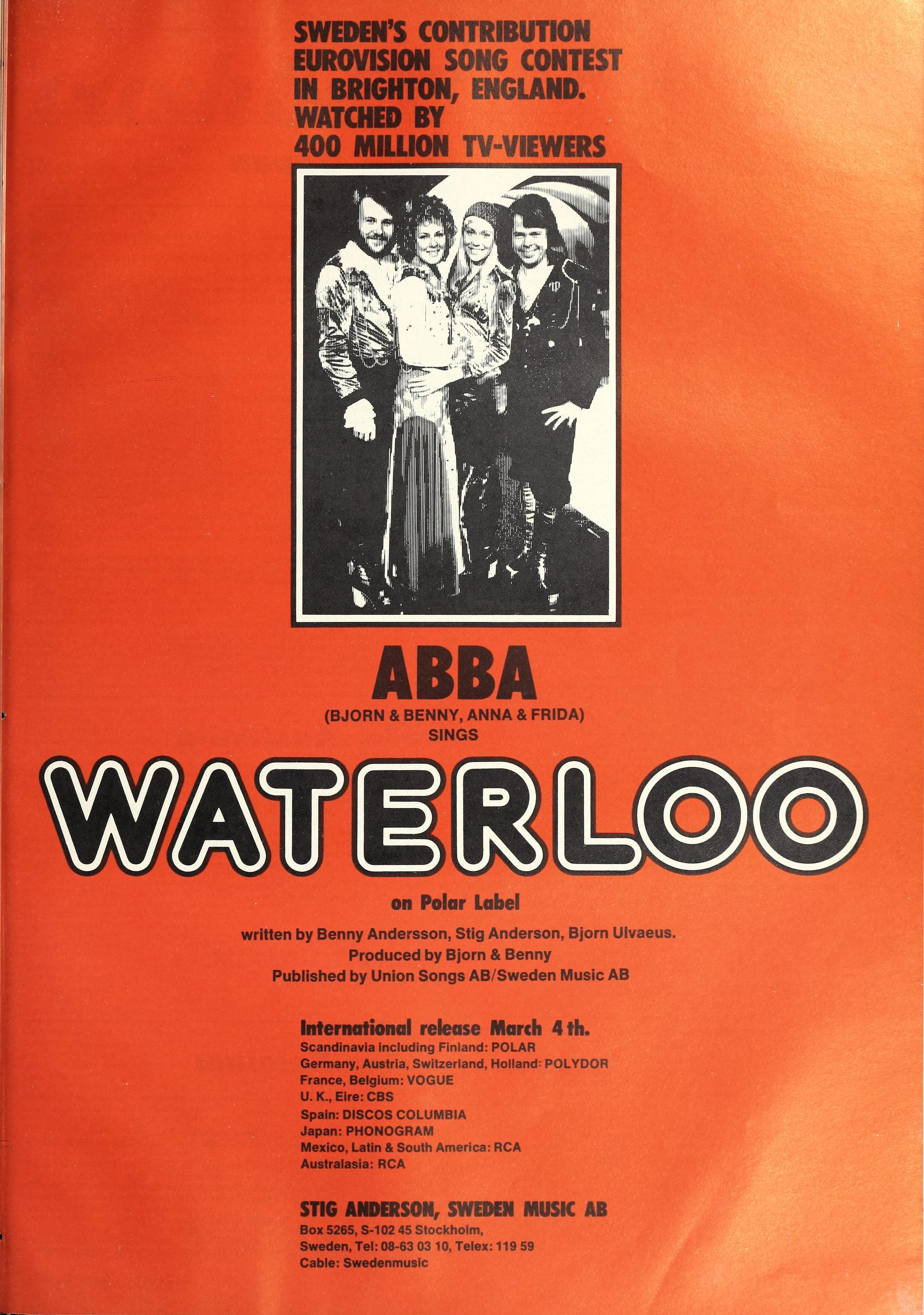
Anunci a la revista estatunidenca Cashbox, 9 de març de 1974

La cançó va arribar al nº 1 al Regne Unit i es va quedar allà durant dues setmanes, convertint-se en el primer dels nou nº 1 britànics de la banda i el 16è senzill més venut de l'any al Regne Unit. També va encapçalar les llistes a Bèlgica, Dinamarca, Finlàndia, Alemanya Occidental, Irlanda, Noruega, Sud-àfrica i Suïssa, mentre que va assolir el Top 3 a Àustria, França, els Països Baixos, Espanya i la Suècia natal d'ABBA. La cançó va ser immensament popular a Suècia, però no va arribar al nº 1 allà perquè Suècia tenia una llista combinada d'àlbums i singles en aquell moment: en el punt àlgid de la popularitat de la cançó, les seves versions en suec i anglès van arribar als nº 2 i 3, respectivament, mentre que el primer lloc va ser ocupat per l'àlbum Waterloo. La cançó també va passar 11 setmanes al Svensktopen (24 de març - 2 de juny de 1974), incloses 7 setmanes al nº 1.
A partir del setembre de 2021, és l'onzena cançó més gran d'ABBA al Regne Unit, incloent vendes pures i reproduccions digitals.
A diferència d'altres cançons guanyadores d'Eurovisió, l'atractiu de la cançó va transcendir Europa: "Waterloo" també va arribar al Top 10 a Austràlia, Canadà, Nova Zelanda, Rhodèsia i els Estats Units (aconseguint el nº 6, el tercer èxit nord-americà més alt després del nº 1 de "Dancing Queen" i el nº 3 de "Take a Change on Me"). L'àlbum de Waterloo va tenir un bon rendiment a Europa, encara que als Estats Units no va aconseguir l'èxit del senzill.
ABBA va citar originalment la cançó "See My Baby Jive", de la banda anglesa de glam rock Wizzard, com una influència important; arran de la seva victòria a Eurovisió, se'ls va citar dient que no els sorprendria que artistes com Wizzard consideressin entrar a Eurovisió en el futur.
Cash Box va dir que això "no és un rocker descarat, és només un rock sòlid amb una senyora molt competent al davant".

## Llegat
"Waterloo" es va tornar a estrenar el 2004 (amb la mateixa cara B), per celebrar el 30è aniversari de la victòria d'ABBA a Eurovisió, aconseguint el nº 20 a les llistes del Regne Unit.
El 22 d'octubre de 2005, en la celebració del 50è aniversari del Festival d'Eurovisió, "Waterloo" va ser escollida com la millor cançó de la història del concurs.
Harry Witchel, fisiòleg i expert en música de la Universitat de Bristol, va nomenar "Waterloo" la cançó d'Eurovisió per excel·lència.
El 2017, Billboard va classificar la cançó número 9 a la seva llista de les 15 millors cançons d'ABBA, i el 2021, Rolling Stone va classificar la cançó número 10 a la seva llista de les 25 millors cançons d'ABBA.

## Llista de pistes

### Versió sueca
a. "Waterloo" (versió sueca) - 2:45b. "Honey Honey" (versió sueca) - 2:55

### Versió en anglès
a. "Waterloo" (versió en anglès) - 2:46b. "Watch Out" - 3:46

## Versions oficials
- "Waterloo" (versió en anglès)
- "Waterloo" (versió alternativa en anglès)
- "Waterloo" (versió francesa) - gravat el 18 d'abril de 1974 a París, França
- "Waterloo" (versió francesa/sueca) - doblatges de versions francesa i sueca
- "Waterloo" (versió alemanya)
- "Waterloo" (versió sueca)

## Gràfics
| Gràfic (1974)                                | Màxima posició          |
| -------------------------------------------- | ----------------------- |
| Alemanya Federal (Llista oficials alemanyes) | 1                       |
| Austràlia (Kent Music Report)                | 4                       |
| Àustria (Ö3 Austria Top 40)                  | 2                       |
| Bèlgica (Ultratop 50 Flandes)                | 1                       |
| Bèlgica (Ultratop 50 Valònia)                | 1                       |
| Canadà (RPM)                                 | 7                       |
| Dinamarca (IFPI)                             | 1                       |
| Espanya (PROMUSICAE)                         | 3                       |
| Finlàndia (Mitä Suomi soittaa)               | 1                       |
| França (IFOP)                                | 4                       |
| Irlanda (IRMA)                               | 1                       |
| Itàlia (Musica e dischi)                     | 15                      |
| Païssos Baixos (Dutch Top 40)                | 2                       |
| Païssos Baixos (Single Top 100)              | 1                       |
| Nova Zelanda (Listener)                      | 3                       |
| Noruega (VG-lista)                           | 1                       |
| Sud-àfrica (Springbok Radio)                 | 1                       |
| Suècia (Kvällstoppen)                        | 2 (Swedish) 3 (English) |
| Suïssa (Swiss Hitparade)                     | 1                       |
| UK Singles (OCC)                             | 1                       |
| US Billboard Hot 100                         | 6                       |
| US Cashbox Top 100                           | 10                      |
| Zimbàbue (ZIMA)                              | 2                       |

| Gràfic (1974)                                | Possició |
| -------------------------------------------- | -------- |
| Alemanya Federal (Llista oficials alemanyes) | 5        |
| Austràlia (Kent Music Report)                | 36       |
| Àustria (Ö3 Austria Top 40)                  | 7        |
| Bèlgica (Ultratop Flandes)                   | 12       |
| Canadà (RPM)                                 | 67       |
| Països Baixos (Dutch Top 40)                 | 14       |
| Països Baixos (Single Top 100)               | 12       |
| Sud-àfrica (Springbok Radio)                 | 14       |
| Suïssa (Schweizer Hitparade)                 | 2        |
| UK Singles (OCC)                             | 16       |
| US Billboard Hot 100                         | 49       |
| US Cash Box Top 100                          | 84       |

## VersióMamma Mia! Here We Go Again
"Waterloo" es va llançar l'1 de juny de 2018 com el segon senzill de la banda sonora de Mamma Mia! Here We Go Again, de Capitol i Polydor Records. La cançó està interpretada per Hugh Skinner (el Harry jove) i Lily James (la Donna jove) i va ser produïda per Benny Andersson.

### Gràfics
| Gràfic (2018)           | Màxima posició |
| ----------------------- | -------------- |
| Hongria (Single Top 40) | 40             |
| Escòcia (OCC)           | 70             |